# Catan – Junior
Catan – Junior (bis 2014: „Die Siedler von Catan – Junior“) ist ein Spiel für 3 bis 4 Spieler ab 6 Jahren von Klaus Teuber aus der Catan-Familie. Es erschien 2007 bei Kosmos. Die Illustrationen stammen von anoka Illustration & Design, für die Gestaltung ist Michaela Schelk verantwortlich und die Spielfiguren entwarf Andreas Klober. Im Herbst 2012 erschien als Weiterentwicklung Madagascar Catan Junior und im März 2014 erschien eine überarbeitete Version in neuem Design, die auch von zwei Spielern gespielt werden kann.

## Inhalt
Die Ausgabe von 2007 enthält folgendes Spielmaterial:
- 1 beidseitig bedruckter Spielplan (eine Seite für 3 Spieler, die andere Seite für 4 Spieler)
- 32 Schiffe, je 8 in den Farben blau, orange, rot und weiß
- 28 Piratenlager, je 7 in den Farben blau, orange, rot und weiß
- 1 Geisterpirat
- 4 Baukostenkarten
- 1 Karte Marktplatz
- 4 Hafenkärtchen, je 1× Holz, Rum, Säbel und Schaf
- 1 Würfel
- 119 Spielkarten:
  - 19 × Gold
  - 19 × Holz
  - 19 × Rum
  - 19 × Säbel
  - 19 × Schaf
  - 24 × Coco hilft:
    - 12 × Versetze den Geisterpiraten:
      - 4 × Nimm 2 Karten Holz
      - 4 × Nimm 2 Karten Wolle
      - 2 × Nimm 2 Karten Rum
      - 2 × Nimm 2 Karten Säbel

    - 4× Setze Kostenlos 1 Schiff oder 1 Piratenlager ein
    - 4× Der Spieler rechts und links schenken dir eine Ausrüstungskarte
    - 2× Du erhältst 2 Karten Holz und 1 Karte Wolle
    - 2× Du erhältst 2 Karten Wolle und 1 Karte Holz
- 1 Spielanleitung (6 Seiten, mehrfarbig)

Die Ausgaben ab 2014 enthalten folgendes Spielmaterial:
- 1 beidseitig bedruckter Spielplan (eine Seite für 2 Spieler, die andere Seite für 3 und 4 Spieler)
- 28 Schiffe, je 7 in den Farben gelb, rot türkis und violett
- 28 Piratenlager, je 7 in den gelb, rot türkis und violett
- 1 Figur „Käpt’n Klau“ mit Standfuß
- 16 Coco-Karten
- 90 Plättchen „Dies und Das“:
  - 18 × Ananas
  - 18 × Gold
  - 18 × Holz
  - 18 × Säbel
  - 18 × Wolle
- 4 Spieler-Tafeln
- 1 Würfel
- 1 Spielanleitung (4 Seiten, mehrfarbig)

## Spielprinzip
Wie beim „großen“ Catan wird auch hier eine aus Sechseckfeldern bestehende Inselwelt besiedelt. Dabei gilt es aber nicht Straßen, Siedlungen und Städte zu bauen, sondern Piratennester und Schiffe. Dafür werden die Rohstoffe Rum (bis 2014 war ein Pirat ohne Rum nun mal kein Pirat), Säbel, Wolle und Holz für das Piratenlager bzw. Holz und Wolle für das Schiff benötigt. Erhalten werden diese auch hier von den Landschaften, gewürfelt wird aber nur mit einem Würfel, so müssen sich die Kinder, für die dieses Spiel in erster Linie gedacht ist keine Gedanken über die Wahrscheinlichkeit der verschiedenen Zahlen machen. Auch die für Kinder nicht immer nachvollziehbare „Abstandsregel“ kommt hier nicht zum Tragen und statt „Entwicklungskarten“ werden hier „Coco hilft“-Karten gekauft. Auf diesen ist mittels einer kleinen Zeichnung zu erkennen was sie bedeuten, so können auch Kinder, die nicht lesen können diese schon nutzen. Natürlich ist auch im Junior-Catan nicht alles Eitelsonnenschein und so kommt hier bei einer Sechs der „Geisterpirat“ bzw. ab 2014 „Käpt’n Klau“ ins Spiel, der wie der Räuber im großen Catan die Produktion der Landschaften blockiert. Getauscht werden darf auch hier, entweder mit den Mitspielern, 3:1 mit der Bank, 2:1 nach Bau eines Hafens oder 1:1 auf dem Marktplatz, wobei sich die dort angebotenen Waren immer wieder ändern.
Gewonnen hat der Spieler, der zuerst alle seine 7 Piratenlager auf dem Spielplan unterbringt.

## Übersetzungen
- Englisch: Catan Junior (zunächst bei Mayfair Games, nun Catan Studio)

Dies ist keine 1:1-Übersetzung der deutschen Version. Es gibt einige Unterschiede zur ersten Auflage von 2007:
- Das Spiel war schon bei der Erstübersetzung für 2 bis 4 Spieler konzipiert. Dabei spielen 3 und 4 Spieler auf der einen und 2 Spieler auf der anderen Seite des Spielplans
- Der Marktplatz ist in den Hauptspielplan integriert.
- Im Spiel mit 3 und 4 Spielern gibt es je einen weiteren Goldfluss, Wald und Weideland.
- Während bei der deutschen Version bei den Zahlen 1 bis 4 alle Spieler je 1 Ausrüstungskarte erhalten, erhalten hier alle Spieler bei 1, 2 und 4 einen Ausrüstungsgegenstand, bei der 3 und 5 aber nur je 2 Spieler.
- Im Spiel zu zweit, sind die 9 Felder rautenförmig angeordnet, die Insel des Geisterpiraten befindet sich an der Seite im Meer. Die Zahlen auf den Feldern entsprechen der deutschen Version für 3 Spieler.
- Statt mit Ausrüstungskarten wird mit Teilen gespielt, die die einzelnen Ausrüstungsgegenstände symbolisieren. Bei der Übersetzung wurden Rum durch Sirup, Säbel durch Entermesser und Schafe durch Ziegen ersetzt. Die Teile werden nicht verdeckt auf der Hand gehalten, sondern vor den Spielern platziert.
- Jeder Spieler startet schon mit einem Schiff auf einem vorgegebenen Platz.
- Bei einer gewürfelten 6 wird nicht nur der Geisterpirat versetzt, sondern der Spieler erhält auch 2 Ausrüstungsgegenstände, die das Feld produziert, auf den er den Geisterpiraten gestellt hat.
- Auch die „Coco hilft“-Karten wurden durch quadratische Plättchen ersetzt, mit folgenden Änderungen:
  - Das „Versetze den Geisterpiraten!“-Plättchen liefert 2 Rohstoffe des Feldes auf das man den Geisterpiraten setzt vom Vorrat.
  - Die Karten, mit denen man 2 Holz und 1 Wolle bzw. 2 Wolle und 1 Holz erhält, wurden durch Plättchen ersetzt, mit denen man 2 Holz und 2 Sirup bzw. 2 Entermesser und 2 Ziegen erhält.
  - Es gibt keine Plättchen, durch die man Ausrüstungsgegenstände vom linken und rechten Nachbarn geschenkt bekommt.
  - Alle Coco-Plättchen zählen mit wenn es darum geht wer ein Piratenlager auf die Geisterburg („Spooky Island“) setzen darf.
- Mit dem Vorrat kann 2:1 getauscht werden, statt 3:1 wie in der deutschen Version
- Es gibt keine 2:1-Hafentausch-Plättchen.
- Der Handel mit den Mitspielern ist für fortgeschrittene Spieler vorgesehen, dann soll auf den Marktplatz verzichtet werden.

Diese Regeln wurden dann auch weitgehend in die deutsche Ausgabe von 2014 übernommen.
Alle weiteren Übersetzungen orientierten sich zunächst am deutschen Original von 2007:
- Dänisch, Norwegisch und Schwedisch bei Bergsala Enigma
- Finnisch: „Catanin uudisasukkaat junior“ bei MarekToy
- Französisch: bei Filosofiagames
- Italienisch: bei Giochi Uniti I „Coloni di Catan junior“
- Koreanisch: 카탄 주니어
- Niederländisch: „De Kolonisten van Catan Junior“ bei 999 Games
- Polnisch: „Osadnicy z Catanu: Junior“ bei Galakta
- Portugiesisch bei Devir[2]
- Rumänisch: „Coloniştii din Catan - Junior“
- Russisch: „Колонизаторы Junior“
- Slowenisch bei Laserplus „Naseljenci Otoka Catan Junior“
- Spanisch bei Devir[3]
- Tschechisch: „Osadníci z Katanu: Junior“" bei Albi
- Ungarisch bei Piatnik: „Catan Telepesei Junior“

## Auszeichnungen
- Årets Barnespill 2014 – Kinderspiel des Jahres in Norwegen
- Boardgames Australia Award 2013: Bestes Kinderspiel